# Badacsonytomaj
Badacsonytomaj je mesto na Madžarskem, ki upravno spada pod podregijo Tapolcai Županije Veszprém.